# Ronde van Italië 2015/Derde etappe
De derde etappe  van de Ronde van Italië 2015 werd verreden op 11 mei 2015. De renners reden een heuvelrit van 136 kilometer van Rapallo naar Sestri Levante, met onderweg twee heuveltjes. Het parcours kent echter ook enkele klimmetjes die niet meetellen voor de bergtrui. Klassementsleider Michael Matthews won de sprint van een kopgroep van ongeveer zeventig man en verstevigde zo zijn roze trui.

## Verloop
In het begin van de rit ontstond een omvangrijke kopgroep, met daarin onder meer de Nederlander Bert-Jan Lindeman en de Belgen Tom Boonen en Philippe Gilbert. Na 25 kilometer lag de eerste heuvel van aanzien op het parcours; deze was een prooi van Edoardo Zardini. Ondertussen zaten Lindeman en Boonen niet meer in de kopgroep. Beide tussensprints werden gewonnen door Gilbert. Simon Clarke werd tweemaal tweede en pakte zo vier bonificatiesecondes, wat hem virtueel in de roze trui bracht.
Op de tweede heuvel van de dag sprong Pavel Kotsjetkov weg en hij weet in de afdaling zijn voorsprong te behouden. In diezelfde afdaling viel Domenico Pozzovivo (in het peloton) ernstig. De Italiaan lag een tijdje roerloos op het asfalt en werd uiteindelijk met een ambulance afgevoerd. Even werd gevreesd voor eenzelfde tafereel als met Wouter Weylandt in de Ronde van Italië 2011. Later zou blijken dat hij de hele tijd bij kennis was geweest.
Vijftien kilometer voor de meet lag Kotsjetkov nog twintig seconden voor op de achtervolgers en driekwart minuut op het peloton, maar vier kilometer later wisten Adam Hansen, Maciej Paterski en Clarke aan te sluiten bij Kotsjetkov. Het viertal mocht echter niet dromen van de ritzege: enkele kilometers voor het einde werden Kotsjetkov en Clarke bijgehaald, nadat hun vluchtmakkers al eerder werden ingerekend. In de sprint was roze trui Michael Matthews de favoriet, aangezien de meeste sprinters onderweg al op een van de heuveltjes moesten lossen. De Australiër moest van ver aangaan, maar bleek toch de sterkste: de dagzege was voor hem en hij bleef in het bezit van het roze. De tweede plek was weggelegd voor Italiaan Fabio Felline, Gilbert wist beslag te leggen op de derde plek.

### Tussensprints
| Tussensprint Torriglia na 57,1 km |                  |        |
| Plaats                            | Naam             | Punten |
| Winnaar                           | Philippe Gilbert | 8      |
| 2                                 | Simon Clarke     | 4      |
| 3                                 | Silvan Dillier   | 1      |
| 4                                 | Manuele Mori     | –      |
| 5                                 | Luca Chirico     | –      |

| Tussensprint Montebruno na 84,6 km |                  |        |
| Plaats                             | Naam             | Punten |
| Winnaar                            | Philippe Gilbert | 8      |
| 2                                  | Simon Clarke     | 4      |
| 3                                  | Silvan Dillier   | 1      |
| 4                                  | Diego Ulissi     | –      |
| 5                                  | Manuele Mori     | –      |

### Bergsprints
| Beklimming Colle Caprile na 24,5 km | Beklimming Colle Caprile na 24,5 km | 3e cat. 11,8 km à 3,8% | 3e cat. 11,8 km à 3,8% |
| Plaats                              | Naam                                | Punten                 |                        |
| Winnaar                             | Edoardo Zardini                     | 7                      |                        |
| 2                                   | Diego Ulissi                        | 4                      |                        |
| 3                                   | Jesús Herrada                       | 2                      |                        |
| 4                                   | Adam Hansen                         | 1                      |                        |

| Beklimming Barbagelata na 92,5 km | Beklimming Barbagelata na 92,5 km | 2e cat. 5,7 km à 8,1% | 2e cat. 5,7 km à 8,1% |
| Plaats                            | Naam                              | Punten                |                       |
| Winnaar                           | Pavel Kotsjetkov                  | 15                    |                       |
| 2                                 | Diego Ulissi                      | 8                     |                       |
| 3                                 | Esteban Chaves                    | 6                     |                       |
| 4                                 | Jesús Herrada                     | 4                     |                       |
| 5                                 | Philippe Gilbert                  | 2                     |                       |
| 6                                 | Francesco Gavazzi                 | 1                     |                       |

### Meeste kopkilometers
| Naam             | Kilometers |
| ---------------- | ---------- |
| Pavel Kotsjetkov | 36         |

## Uitslag
| Rapallo - Sestri Levante (136 km) |                     |                       |          |
| Plaats                            | Naam                | Ploeg                 | Tijd     |
| Winnaar                           | Michael Matthews    | Orica-GreenEdge       | 3u33'53" |
| 2                                 | Fabio Felline       | Trek Factory Racing   | z.t.     |
| 3                                 | Philippe Gilbert    | BMC                   | z.t.     |
| 4                                 | Sergej Lagoetin (E) | Katjoesja             | z.t.     |
| 5                                 | Paolo Tiralongo     | Astana                | z.t.     |
| 6                                 | Luca Paolini        | Katjoesja             | z.t.     |
| 7                                 | Francesco Gavazzi   | Vini Zabùeast         | z.t.     |
| 8                                 | Enrico Battaglin    | Bardiani CSF          | z.t.     |
| 9                                 | Luis León Sánchez   | Astana                | z.t.     |
| 10                                | Jonathan Monsalve   | Southeast             | z.t.     |
| 11                                | Grega Bole          | CCC Sprandi Polkowice | z.t.     |
| 12                                | Fabio Aru           | Astana                | z.t.     |
| 13                                | Matteo Montaguti    | AG2R La Mondiale      | z.t.     |
| 14                                | Elia Favilli        | Southeast             | z.t.     |
| 15                                | Silvan Dillier      | BMC                   | z.t.     |

## Klassementen
| Algemeen klassement |                  |                 |          |
| Plaats              | Naam             | Ploeg           | Tijd     |
| Roze trui           | Michael Matthews | Orica-GreenEdge | 8u06'27" |
| 2                   | Simon Clarke     | Orica-GreenEdge | +6"      |
| 3                   | Simon Gerrans    | Orica-GreenEdge | +10"     |
| 4                   | Esteban Chaves   | Orica-GreenEdge | +10"     |
| 5                   | Roman Kreuziger  | Tinkoff-Saxo    | +17"     |
| 6                   | Alberto Contador | Tinkoff-Saxo    | +17"     |
| 7                   | Michael Rogers   | Tinkoff-Saxo    | +17"     |
| 8                   | Paolo Tiralongo  | Astana          | +23"     |
| 9                   | Fabio Aru        | Astana          | +23"     |
| 10                  | Diego Rosa       | Astana          | +23"     |

| Puntenklassement |                  |                         |        |
| Plaats           | Naam             | Ploeg                   | Punten |
| Rode trui        | Elia Viviani     | Team Sky                | 53     |
| 2                | Marco Frapporti  | Androni Giocattoli-Sid. | 40     |
| 3                | Moreno Hofland   | LottoNL-Jumbo           | 35     |
| 4                | Philippe Gilbert | BMC                     | 26     |
| 5                | Michael Matthews | Orica-GreenEdge         | 25     |

| Bergklassement |                  |                 |        |
| Plaats         | Naam             | Ploeg           | Punten |
| Blauwe trui    | Pavel Kotsjetkov | Katjoesja       | 15     |
| 2              | Diego Ulissi     | Lampre-Merida   | 12     |
| 3              | Edoardo Zardini  | Bardiani CSF    | 7      |
| 4              | Esteban Chaves   | Orica-GreenEdge | 6      |
| 5              | Jesús Herrada    | Movistar        | 6      |

| Jongerenklassement |                  |                     |          |
| Plaats             | Naam             | Ploeg               | Tijd     |
| Witte trui         | Michael Matthews | Orica-GreenEdge     | 8u06'27" |
| 2                  | Esteban Chaves   | Orica-GreenEdge     | +10"     |
| 3                  | Fabio Aru        | Astana              | +23"     |
| 4                  | Fabio Felline    | Trek Factory Racing | +33"     |
| 5                  | Kenny Elissonde  | FDJ                 | +36"     |

| Ploegenklassement (tijd) |                  |           |
| Plaats                   | Ploeg            | Tijd      |
| 1                        | Orica-GreenEdge  | 23u40'59" |
| 2                        | Tinkoff-Saxo     | +7"       |
| 3                        | Astana           | +13"      |
| 4                        | Etixx-Quick Step | +19"      |
| 5                        | Movistar         | +21"      |

| Ploegenklassement (punten) |                     |      |
| Plaats                     | Ploeg               | Tijd |
| 1                          | Orica-GreenEdge     | 120  |
| 2                          | Astana              | 60   |
| 3                          | BMC                 | 58   |
| 4                          | Team Sky            | 57   |
| 5                          | Trek Factory Racing | 52   |

### Overige klassementen
| Tussensprintklassement |                  |                         |        |
| Plaats                 | Naam             | Ploeg                   | Punten |
| 1                      | Philippe Gilbert | BMC                     | 20     |
| 2                      | Marco Frapporti  | Androni Giocattoli-Sid. | 20     |
| 3                      | Simon Clarke     | Orica-GreenEdge         | 12     |

| Combativiteitsklassement |                  |                         |        |
| Plaats                   | Naam             | Ploeg                   | Punten |
| 1                        | Philippe Gilbert | BMC                     | 14     |
| 2                        | Marco Frapporti  | Androni Giocattoli-Sid. | 10     |
| 3                        | Simon Clarke     | Orica-GreenEdge         | 8      |

| Strijdlustklassement |                 |                         |        |
| Plaats               | Naam            | Ploeg                   | Punten |
| 1                    | Łukasz Owsian   | CCC Sprandi Polkowice   | 166    |
| 2                    | Eugert Zhupa    | Southeast               | 166    |
| 3                    | Marco Frapporti | Androni Giocattoli-Sid. | 164    |

| Azzurri d'Italia |                  |                     |        |
| Plaats           | Naam             | Ploeg               | Punten |
| 1                | Michael Matthews | Orica-GreenEdge     | 4      |
| 2                | Elia Viviani     | Team Sky            | 4      |
| 3                | Fabio Felline    | Trek Factory Racing | 2      |

| Premio Energy |                  |                 |        |
| Plaats        | Naam             | Ploeg           | Punten |
| 1             | Sergej Lagoetin  | Katjoesja       | 4      |
| 2             | Moreno Hofland   | LottoNL-Jumbo   | 4      |
| 3             | Michael Matthews | Orica-GreenEdge | 2      |

## Opgaves
- Domenico Pozzovivo (AG2R La Mondiale)
- Anton Vorobjov (Katjoesja)

1e etappe ·
2e etappe ·
3e etappe ·
4e etappe ·
5e etappe ·
6e etappe ·
7e etappe ·
8e etappe ·
9e etappe ·
10e etappe ·
11e etappe ·
12e etappe ·
13e etappe ·
14e etappe ·
15e etappe ·
16e etappe ·
17e etappe ·
18e etappe ·
19e etappe ·
20e etappe ·
21e etappe
Startlijst · Eindstanden · Afbeeldingen